# قلمرو شیباتا
قلمروی شیباتا (به ژاپنی: 新発田藩, Shibata-han) یک هان (ژاپن) و جزو دایمیوهای توزاما در شوگون‌سالاری توکوگاوا در دوره ادو در ژاپن بود.